# Agathiopsis talaseensis
Agathiopsis talaseensis là một loài bướm đêm trong họ Geometridae.